# Jem Finer
Jem Finer (Stoke-on-Trent, 25 luglio 1955) è un suonatore di banjo e polistrumentista britannico, membro dei Pogues dalla loro fondazione.
È stato soprattutto un suonatore di banjo, ma ha suonato anche diversi altri strumenti, tra cui mandolino, sassofono, ghironda, e chitarra. Eccetto Shane MacGowan (con il quale ha firmato molte canzoni tra cui la famosa Fairytale of New York), Finer è stato il più prolifico compositore della band.
Il primo gennaio 2000, il brano musicale Longplayer composto da Finer ha iniziato a suonare; è stato progettato per durare 1 000 anni senza mai ripetersi, e nella sua forma attuale è generato da un computer.
Finer è stato "Artist in Residence" al sottodipartimento di astrofisica dell'Università di Oxford tra ottobre 2003 e giugno 2005. La sua ultima Band, The Big Eyed Beans from Venus, ha appena terminato di registrare il loro ultimo album (ancora senza titolo).
Nel frattempo, Finer e la leggenda di Hamburgo DM Bob hanno pubblicato il loro album Bum Steer in agosto 2005.
Finer ha scritto articoli sul copyright e la Creative Commons License.
In luglio 2005, Finer ha vinto il PRS Foundation New Music Award per il suo progetto di costruzione di un oggetto in grado di "comporre" da sé una musica di lunghezza indeterminata sfruttando la forza creativa del clima.
La sua proposta è stata questa:
La campagna è piena di buchi; pozzi, miniere, fessure, bunker, fori di ventilazione. In questo brano musicale, lo strumento è una cavità profonda nella quale verranno piazzate, a diverse altezze, bocce di vario diametro e tono con un perno nel loro centro di gravità. Questi gli strumenti. I musicisti, le gocce d'acqua, colpiranno le bocce facendole suonare come campane. Riempiendosi di acqua cambieranno timbro e il delicato equilibrio dei loro supporti causerà una piccola vibrazione, una modulazione. Quando sarà troppo piena d'acqua, la boccia si svuoterà lasciando cadere l'acqua nelle sfere sottostanti.
L'amplificazione verrà ottenuta grazie a un tubo inserito all'interno della cavità e da un corno acustico di bronzo venti piedi (circa sette metri) sopra il livello del terreno. Come il tubo di bambù nel suikinkutsu, il corno non solo amplifica il suono ma costituisce una scultura, un profilo nel paesaggio. 
L'intera struttura è stata realizzata e installata nel corso dell'estate del 2006. 